# پزم تیاب (کنارک)
پُزمِ تیاب، روستایی از توابع بخش مرکزی شهرستان کنارک در استان سیستان و بلوچستان ایران است‌.
۲۵°۲۱′۴۷″ شمالی ۶۰°۱۸′۵۲″ شرقی / ۲۵٫۳۶۳۰۶°شمالی ۶۰٫۳۱۴۴۴°شرقی

## جمعیت
این روستا در دهستان جهلیان قرار دارد و براساس سرشماری عمومی نفوس و مسکن در سال ۱۳۹۵، جمعیت آن برابر با ۲،۹۱۲ نفر (۶۴۲ خانوار) بوده‌است.